# Nhà thờ Tin lành ở Kameňany
Nhà thờ Tin lành ở Kameňany (tiếng Slovakia: Evanjelický kostol v Kameňanoch) là nhà thờ Tin lành ở làng Kameňany, vùng Banská Bystrica, Slovakia. Nhà thờ này được ghi danh vào Danh sách Di tích Trung ương theo quyết định của Bộ Văn hóa Cộng hòa Slovakia vào ngày 6 tháng 5 năm 1963.

## Lịch sử
Nhà thờ Tin lành ở làng Kameňany có khả năng được xây dựng theo phong cách Romanesque vào đầu thế kỷ 13. Trong các thế kỷ tiếp theo, nhà thờ được trùng tu và xây dựng lại nhiều lần. Nhà thờ có được diện mạo như hiện nay kể từ sau lần trùng tu nhà thờ ở quy mô lớn vào năm 1921.

## Kiến trúc
Nhà thờ Tin lành ở Kameňany hiện đang sở hữu nhiều đặc điểm của các phong cách kiến trúc Romanesque, Gothic và Baroque. Tòa tháp chuông ở phía đông nam nhà thờ có từ đầu thế kỷ 19. Bên trong nhà thờ còn lưu giữ nhiều hiện vật lịch sử như: các bức tranh tường (từ thời Trung cổ), bàn thờ cổ điển được trang trí bằng bức tranh sơn dầu của họa sĩ Jozef Czauczik (từ 1840), bục giảng (từ đầu thế kỷ 19), và cây đàn organ (từ cuối thế kỷ 18).